# Пико, Патрик
Патрик Пико (фр. Patrick Picot; род. 22 сентября 1951) — французский фехтовальщик-шпажист, олимпийский чемпион, двукратный чемпион Франции.

## Биография
Родился в 1951 году в Сен-Манде. В 1973 году стал чемпионом Франции. В 1980 году стал обладателем золотой медали Олимпийских игр в Москве в командном первенстве, а в личном зачёте был 20-м. В 1981 году вновь стал чемпионом Франции.

## Семья
Муж олимпийской чемпионки Хайнальки Кирай-Пико.